# Josh Akognon
Joshua Emmanuel Akognon (ur. 10 lutego 1986 w Greenbrae w Kalifornii) – amerykański koszykarz, występujący na pozycji rozgrywającego, posiadający także nigeryjskie obywatelstwo, obecnie zawodnik Iberostaru Tenerife.

## College
Akognon w 2003 roku poprowadził swoją szkołę średnią Casa Grande do najlepszego sezonu w historii. Jego dobra gra zaowocowała zainteresowaniem uczelni. Trafił do drużyny Washington State University. Po dwóch latach gry zdecydował się na transfer do Cal State Fullerton.
W nowej drużynie od razu został czołowym zawodnikiem. Zdobywał średnio 20.2 punktu, a w 28 z 31 spotkań notował dwucyfrowe liczby punktów. W najlepszym meczu, przeciwko uniwersytetowi Wisconsin rzucił 31 punktów. 18 kwietnia 2008 zdecydował, że weźmie udział w drafcie do NBA. 16 czerwca wrócił jednak na uczelnię, żeby dograć ostatni sezon.
Podczas sezonu 2007/08 Akognon był jeszcze lepszym strzelcem - zdobywał 23.9 punktu na mecz, co dało mu 8. miejsce w NCAA. Pobił rekord uczelni należący do Leona Wooda, zdobywając 764 punkty w jednym sezonie. Karierę na uczelni zakończył z serią 44 kolejnych spotkań, w których przynajmniej 1 raz trafiał za 3 punkty. W spotkaniu przeciwko UC Riverside ustanowił rekord kariery - 37 punktów, trafiając przy tym dziewięciokrotnie za 3 punkty.

## Kariera zawodowa

### Estonia
W sezonie 2009/10 Akognon występował w barwach BC Kalev Cramo w Estonii. Był najlepszym strzelcem zespołu zarówno w rozgrywkach ligowych, jak i w lidze bałtyckiej. W walce o mistrzostwo Estonii, Kalev uległ w półfinale drużynie Tartu Ulikool/Rock, która następnie zdobyła tytuł mistrzowski. Łącznie rozegrał dla Kalev Cramo 44 spotkania, w których rzucał średnio 16.5 punktu na mecz.

### Chiny
Przed sezonem 2010/11 Akognon podpisał kontrakt z zespołem Dongguan Leopard, występującym w lidze CBA. Dzięki jego grze, drużyna poprawiła swój bilans z 13-19 w poprzednim sezonie do 25-7 i zajęła trzecie miejsce w sezonie zasadniczym. Akognon we wszystkich meczach zdobywał dwucyfrowe liczby, a jego nowy rekord kariery to 54 punkty, ustanowiony przeciwko Shandong Flaming Bulls. W pierwszej rundzie play-off Leopards pokonali Zhejiang Guangsha Lions 3-1, ale w półfinale przegrali gładko 0-3 z Guandong Southern Tigers.
W drugim sezonie w tej samej drużynie zdobywał średnio 28 punktów na mecz, co zapewniło mu piąte miejsce w klasyfikacji strzelców. Po słabym początku sezonu, Leopards wygrali 19 z ostatnich 28 meczów i zakończyli rozgrywki na 5. miejscu. W pierwszej rundzie play-off przegrali jednak z Xinjiang 2-3. Akognon ponownie był w czołówce strzelców ligowych, tym razem zdobywając 28.2 punktu na mecz.
Po sezonie w Chinach związał się krótkim kontraktem z zespołem z NBDL - Canton Charge. Rozegrał w ich barwach tylko 4 spotkania.
Na rozgrywki 2012/13 Akognon zdecydował się wrócić do Chin. Podpisał kontrakt z zespołem Liaoning Hunters, gdzie miał być największą gwiazdą. Zdobywał 29.0 punktu na mecz, co dało mu piąte miejsce w klasyfikacji strzelców i taką też lokatę zajął jego zespół po sezonie zasadniczym. W play-off kolejny raz na jego drodze stanęli Xinjiang, którzy pokonali Hunters 3-2.

### NBA
3 kwietnia 2013 podpisał 10-dniowy kontrakt z Dallas Mavericks. Po 10 dniach władze zespołu zaproponowały mu angaż do końca rozgrywek.

## Reprezentacja Nigerii
Akognon zagrał na mistrzostwach świata w Japonii w 2006 roku. Jego zespół wyszedł z grupy, ale przegrał 1 punktem w 1/8 finału z reprezentacją Niemiec. W kadrze ponownie zagrał na mistrzostwach Afryki w 2009 roku. Nigeria zajęła wtedy miejsca 5-8, po przegranej w ćwierćfinale z Kamerunem 80:84. Akognon był ważniejszą niż 3 lata wcześniej częścią zespołu. Wystąpił w 8 meczach, grając średnio ponad 22 minuty na mecz.

## Osiągnięcia
Stan na 15 lutego 2018, na podstawie, o ile nie zaznaczono inaczej.
NCAA
- Uczestnik:
  - turnieju:
    - NCAA (2008)
    - Portsmouth Invitational (2009)

  - meczu gwiazd NCAA – Reese's College All-Star Game (2009)
- Zawodnik roku konferencji Big West (2009)[10]
- MVP turnieju Big West (2008)
- Zaliczony do:
  - I składu:
    - Big West (2009)
    - turnieju Big West (2008, 2009)

  - II składu Big West (2008)

Indywidualne
- Lider:
  - Ligi Bałtyckiej (2010)
  - CBA w rzutach za 3 punkty (2011, 2013, 2015)

Reprezentacja
- Uczestnik:
  - igrzysk olimpijskich (2016 – 11. miejsce)
  - mistrzostw:
    - świata (2006 – 14. miejsce)
    - Afryki (2009 – 5. miejsce)

## Statystyki
Stan na 22 maja 2013

### NCAA
| Sezon   | Drużyna             | M   | S5 | MPG  | FG%   | 3P%   | FT%   | RPG | APG | SPG | BPG | PPG  |
| ------- | ------------------- | --- | -- | ---- | ----- | ----- | ----- | --- | --- | --- | --- | ---- |
| 2004-05 | Washington State    | 27  | 0  | 11,5 | 29,2% | 30,8% | 33,3% | 1,4 | 0,5 | 0,3 | 0,1 | 3,9  |
| 2005-06 | Washington State    | 28  | 0  | 23,6 | 40,9% | 37,2% | 79,5% | 2,5 | 1,5 | 0,7 | 0,2 | 10,3 |
| 2007-08 | Cal State Fullerton | 32  | 0  | 31,7 | 44,9% | 39,3% | 89,9% | 3,3 | 1,5 | 1,4 | 0,1 | 20,2 |
| 2008-09 | Cal State Fullerton | 32  | 0  | 35,6 | 40,1% | 37,2% | 89,2% | 3,2 | 1,6 | 1,0 | 0,0 | 23,9 |
| Razem   |                     | 119 | 0  | 28,0 | 40,8% | 37,2% | 87,1% | 2,6 | 1,3 | 0,9 | 0,1 | 15,2 |

### Poza NBA
| Sezon   | Drużyna           | M   | S5 | MPG  | FG%   | 3P%   | FT%    | RPG | APG | SPG | BPG | PPG  |
| ------- | ----------------- | --- | -- | ---- | ----- | ----- | ------ | --- | --- | --- | --- | ---- |
| 2009-10 | Kalev Cramo       | 44  | 0  | 25,9 | 43,2% | 37,4% | 83,5%  | 2,2 | 1,8 | 1,1 | 0,1 | 16,5 |
| 2010-11 | Dongguan Leopards | 39  | 0  | 32,8 | 47,0% | 39,1% | 87,1%  | 3,7 | 2,7 | 2,0 | 0,1 | 29,2 |
| 2011-12 | Dongguan Leopards | 37  | 0  | 34,2 | 42,7% | 34,8% | 88,4%  | 2,9 | 3,0 | 1,7 | 0,1 | 28,2 |
| 2011-12 | Canton Charge     | 4   | 0  | 22,3 | 43,8% | 47,1% | 100,0% | 2,5 | 2,0 | 1,3 | 0,3 | 14,5 |
| 2012-13 | Liaoning Hunters  | 36  | 0  | 34,9 | 45,1% | 35,9% | 86,3%  | 3,1 | 2,3 | 1,9 | 0,1 | 29,0 |
| Razem'  |                   | 160 | 0  | 31,5 | 44,6% | 36,9% | 86,9%  | 3,0 | 2,4 | 1,6 | 0,1 | 25,0 |

### NBA

#### Sezon zasadniczy
| Sezon   | Drużyna          | M | S5 | MPG | FG%   | 3P%   | FT%  | RPG | APG | SPG | BPG | PPG |
| ------- | ---------------- | - | -- | --- | ----- | ----- | ---- | --- | --- | --- | --- | --- |
| 2012-13 | Dallas Mavericks | 3 | 0  | 3,0 | 50,0% | 50,0% | 0,0% | 0,3 | 0,3 | 0,0 | 0,0 | 1,7 |
| Razem   |                  | 3 | 0  | 3,0 | 50,0% | 50,0% | 0,0% | 0,3 | 0,3 | 0,0 | 0,0 | 1,7 |

### Reprezentacja
| Sezon | Drużyna | M  | S5 | MPG  | FG%   | 3P%   | FT%   | RPG | APG | SPG | BPG | PPG |
| ----- | ------- | -- | -- | ---- | ----- | ----- | ----- | --- | --- | --- | --- | --- |
| 2006  | Nigeria | 6  | 0  | 11,3 | 26,3% | 22,2% | 50,0% | 0,2 | 0,5 | 0,0 | 0,0 | 2,2 |
| 2009  | Nigeria | 8  | 0  | 22,6 | 38,0% | 21,1% | 84,6% | 1,5 | 2,0 | 1,1 | 0,0 | 9,1 |
| Razem |         | 14 | 0  | 17,8 | 35,6% | 21,3% | 80,0% | 0,9 | 1,4 | 0,6 | 0,0 | 6,1 |

## Rekordy kariery w NBA
- Punkty: 3 – przeciwko New Orleans Hornets
- Zbiórki: 1 – przeciwko New Orleans Hornets
- Przechwyty: 0
- Asysty: 1 – przeciwko Phoenix Suns
- Bloki: 0
- Minuty: 4 - przeciwko Phoenix Suns